# Terapia de choque con insulina

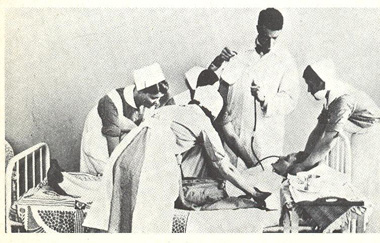
Terapia de choque con insulina administrada en el Hospital Lapinlahti de Helsinki en la década de 1950.

La terapia de choque con insulina, terapia del coma insulínico o cura de Sakel, fue un tratamiento de la esquizofrenia utilizado en psiquiatría y que consistía en la inducción en un coma hipoglucémico del paciente psicótico por medio de la administración de grandes dosis de insulina. Fue desarrollada entre 1928 y 1933 por Manfred Sakel, un psiquiatra austríaco, y utilizada ampliamente durante las décadas de 1940 y 1950, hasta que fue reemplazada por los fármacos neurolépticos en la década de 1960. La terapia de insulina, de metrazol y la electroterapia son conocidas colectivamente como las terapias de choques.

## Origen
El médico austríaco Manfred Sakel desarrolló la terapia de choque con insulina entre 1928 y 1933. Después de graduarse en 1925, ingresó a trabajar en una clínica psiquiátrica de Berlín, donde comenzó a tratar a los adictos a la morfina con insulina y encontró que pequeñas dosis de esa sustancia podían ayudar en la abstinencia. Sakel también observó que ayudaba a tranquilizar pacientes con delirium tremens y mejoraba su apetito. A inicios de la década de 1930, empezó a aplicarlo en pacientes psicóticos y en ellos encontró una mejoría con la terapia.
El 3 de noviembre de 1933, reportó sus hallazgos sobre una nueva terapia para la esquizofrenia a la Sociedad de Médicos de Viena y la llamó terapia de choque con insulina (en alemán: Insulinshockbehandlung). Según la teoría de Sakel, la insulina actuaba como antagonista de los «efectos neuronales que ocasionaban los productos del sistema adrenérgico, los causantes del estado del paciente» esquizofrénico. Entre noviembre del año siguiente y febrero de 1935, «publicó trece reportes en los que indicó un índice de mejoría del 88%». En 1936, se introdujo y extendió su uso en los Estados Unidos. Por otra parte, para 1938, la terapia se utilizaba en 31 hospitales de Gales e Inglaterra.

## Técnica

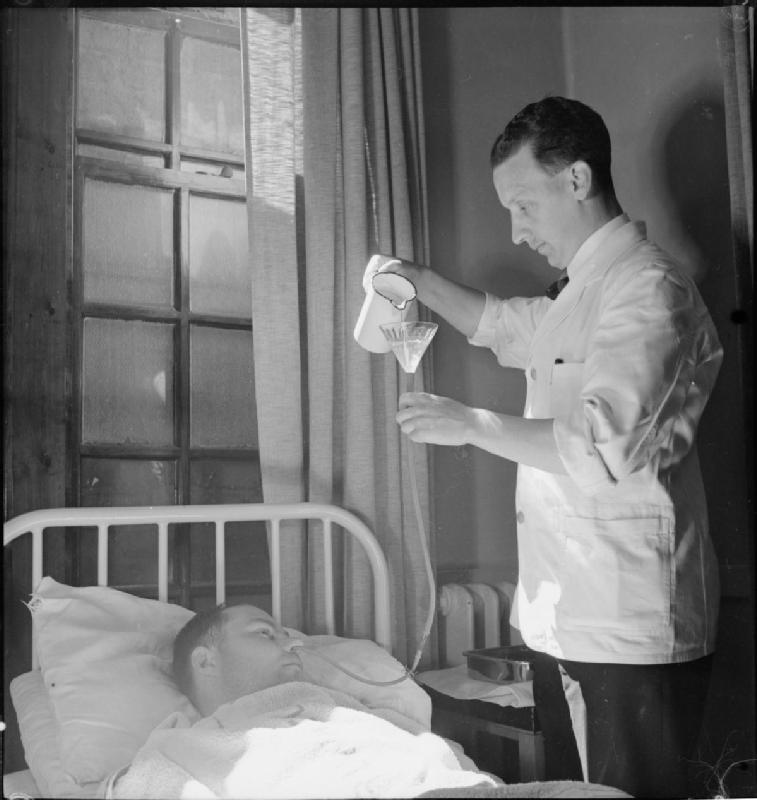
Aplicación de glucosa por medio de una sonda nasogástrica a un paciente para finalizar la terapia de choque con insulina.

El tratamiento de choque insulínico se aplicaba usualmente en unidades especializadas y con personal especialmente entrenado. De acuerdo con Doroshow (2007) el único criterio de selección para recibir el tratamiento considerado «de hospital en hospital» era el diagnóstico de esquizofrenia. También se prefería a aquellos con mejor pronóstico y los pacientes crónicos tenían menores probabilidades de recibirlo. No obstante, no existían guías para el tratamiento, cada hospital —incluso cada médico— desarrollaba sus propios protocolos.
Reguralmente el tratamiento no duraba más de dos meses, aunque podía extenderse a tres. Se administraban de 10 a 20 unidades intramusculares de insulina diariamente, con un aumento gradual de cuatro a ocho unidades para alcanzar un total de 50 o 60. El choque se alcanzaba por lo común con entre 80 y 120 unidades. El coma se mantenía por horas, hasta que los médicos consideraban que se había alcanzando el «máximo beneficio posible de la reducción de la glucosa en el cerebro». Llegado ese momento, se aplicaba una inyección intravenosa de solución glucosada para finalizar el coma. También podían administrarse las soluciones por medio de una sonda nasogástrica.
Se desconocían los efectos de la terapia con insulina. No obstante, a lo largo de los años, Sakel estableció diversas teorías. Ninguna, sin embargo, fue «bien aceptada». En 1938, señaló que las neuronas eran similares a los motores, en los que la insulina evitaba que el exceso de combustible ocasionara patologías. Veinte años después argumentó que, por medio de los «efectos anabólicos de la insulina», las neuronas «esquizofrénicas» se curaban. Sakel también consideraba necesario aplicar el tratamiento al menos cincuenta o sesenta veces. La terapia se aplicaba hasta que los médicos consideraban curado o incurable al paciente. Dado el riesgo de muerte, la terapia requería de una «diligente» vigilancia del paciente por parte de médicos y enfermeras.

## Efectos
El tratamiento, antes del coma, ocasionaba diversos síntomas en el paciente: euforia, diaforesis, cansancio, movimientos mioclónicos y «espasmos de torsión». En el coma se observaba una relajación muscular, «abolición de reflejos y rigidez pupilar». Al recuperarse del coma, las respuestas del paciente se mostraba enlentecidas y presentaba una habla similar a la de la ebriedad. Eran comunes las debilidades de extremidades y afasias. Poco después, comían ávidamente —era común que ganaran peso en los meses de tratamiento— y estaban «menos preocupados sobre los delirios y alucinaciones», más calmos y se reducían los pensamientos y ansiedades. Además mantenían un mayor contacto con su familia, tomaban parte de la rutina hospitalaria. Por su parte, Doroshow (2007) asegura que, tras recibir la insulina, los individuos comenzaban a «gesticular y sacudirse, sudar profusamente», quejarse y gritar. Luego del tratamiento, durante el «periodo lúcido» desaparecían los síntomas de los pacientes.
Los estudios de Sakel reportaban una efectividad del 88% en sus pacientes. Por su parte, Braslow (1997) señala que «los pacientes fallecían a una tasa de uno o dos por ciento a causa de complicaciones tales como encefalopatía hipoglucémica, insuficiencia cardíaca, neumonía por aspiración y hemorragia cerebral». Además, indica que Sakel reportó una remisión total del 70% de los pacientes esquizofrénicos con una duración de la enfermedad menor a los seis meses. Para pacientes con una condición crónica, se reportó un 48% de «recuperación o mejora considerable». Shorter (2005) asegura que «el elemento efectivo en la terapia eran las convulsiones que el tratamiento ocasionalmente inducía y no la insulina».

## Críticas y desuso
A partir de la década de 1950, comenzó a incrementar el número de publicaciones críticas contra la terapia de insulina. Doroshow (2007) aclarar que esta terapia es considerada «ya sea un vergonzoso traspié en el camino de la psiquiatría biológica moderna o un miembro de la larga línea de terapias somáticas utilizadas para tratar enfermedades mentales a medidos del siglo XX». Harold Bourne declaró al respecto: «había una gran preferencia por la insulina. Implicaba que los psiquiatras tenían algo que hacer. Los hacía sentir doctores reales en lugar de simples auxiliares institucionales». Precisamente fue Bourne quien inició estas críticas al tratamiento con la publicación en The Lancet de «The insulin myth» (1953). Su artículo fue cuestionado por algunos autores, quienes tuvieron experiencias favorables con esa terapia.

[...] No es convincente la evidencia del valor del tratamiento con insulina. Desde el punto de vista, a su vez, del caso inicial, el crónico y los estudios de caso individuales, no hay evidencia de algún efecto terapéutico, y el pronóstico a largo plazo no se ve influenciado. La insulina no ofrece un beneficio mayor, y quizá es considerablemente menor, en la esquizofrenia que la terapia electroconvulsiva.
Bourne (1953).

En 1957, The Lancet publicó los resultados de un estudio controlado y aleatorizado en el que se administró a los pacientes la terapia de choque insulínico o se les trató con barbitúricos. Los autores no encontraron diferencia en el resultado de los grupos y concluyeron que «[...] los resultados sugieren que la insulina no es el agente terapéutico específico». Shorter (2005) afirma que fue el estudio comparativo entre la clorpromazina y la terapia insulínica que Fink, Shaw, Gross y Coleman (1958) publicaron en el Journal of the American Medical Association el que «condenó a muerte» a la terapia de choque con insulina. En él, los autores concluyeron que «[n]ingún tratamiento afectó el proceso esquizofrénico básico, pero la clorpromazina tuvo la ventaja de ser más segura, fácil de administrar y más adecuada para el manejo a largo plazo». Finalmente, la terapia se abandonó y dio paso al uso de fármacos neurolépticos.